# Seafood City Supermarket

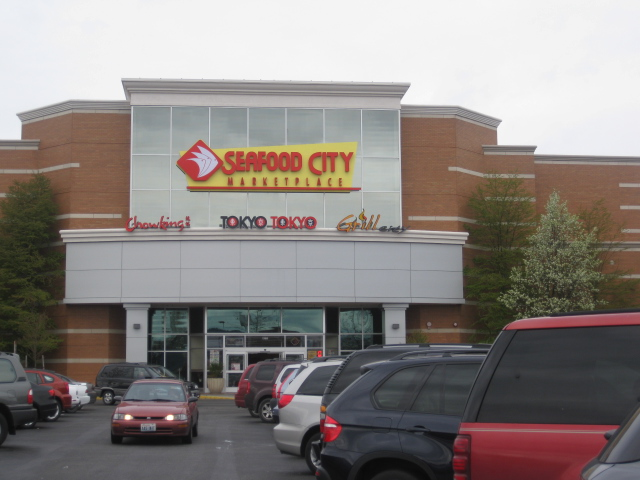
Seafood-City-Markt in Seattle (2011)

Seafood City ist eine US-amerikanische Supermarktkette, die in National City, Kalifornien, als Manila Seafood gegründet wurde und ihren Hauptsitz in Pomona, Kalifornien, hat, mit Filialen in Kalifornien, Hawaii, Illinois, Nevada, Washington und Kanada zählt sie zu den größten Supermarktketten die sich an eine bestimmte ethnische Gruppe wenden, in den USA. Die Filialen haben ca. 5–10 Millionen $ Umsatz pro Markt und meist zwischen 50 und 100 Mitarbeiter pro Markt. Es existieren 32 Filialen. Der Schwerpunkt liegt auf philippinischen Kunden und Produkten.

## Geschichte
Seafood City eröffnete seine erste Filiale 1989 in National City. Seitdem ist das Unternehmen auf 21 Filialen in Kalifornien angewachsen und 11 Filialen außerhalb von Kalifornien, davon 5 in Kanada.

## Produkte
Seafood City Supermarket ist auf philippinische Lebensmittel und Produkte spezialisiert und bietet eine große Auswahl an importierten asiatischen Waren sowie amerikanischen Grundnahrungsmitteln an. An einigen seiner Standorte fungiert es als Marktplatz und dient als Anker für philippinische Geschäfte wie Chowking, Red Ribbon, Jollibee und Tokyo Tokyo. An anderen Standorten gibt es in Seafood City auch lokale philippinische Videotheken, Einwanderungsbüros, Reisebüros und Restaurants.